# Opéra de Lyon
Opéra de Lyon, intill stadshuset i Lyon, invigdes 1831 och kallas sedan 1983 ibland lokalt l'Opéra Nouvel efter en genomgripande ombyggnad,  skapad av den franske stjärnarkitekten Jean Nouvel. Arkitekten behöll bara de fyra ytterväggarna och publikfoajén. Länge var ombyggnaden hårt kritiserad, särskilt utformningen av det välvda taket med mycket glas, varunder en stor dansstudio inrättades. Den nästan uteslutande svartmålade interiören i stora salongen ansågs visserligen elegant, men gav ett dystert intryck. Så småningom har Lyonborna mer och mer accepterat den vågade förändringen av en äldre byggnad. Dock anses operan med sina 1100 åskådarplatser vara alldeles för liten för en stad av Lyons storlek.
1996 fick Lyonoperan status som fransk nationalopera. Operachef är Serge Domy. Bland bemärkta chefsdirigenter finns John Eliot Gardiner 1983 - 1988, Kent Nagano 1988 - 1998 och Louis Langrée 1998 - 2000. Bland gästdirigenterna märks William Christie, Emmanuel Krivine, Evelino Pido och Kazushi Ono.
Bland svenska sångare som på senare år har sjunigt på Lyon-operan finns Malin Byström, Tove Dahlberg och Ann Hallenberg.